# John Rogers (Künstler)

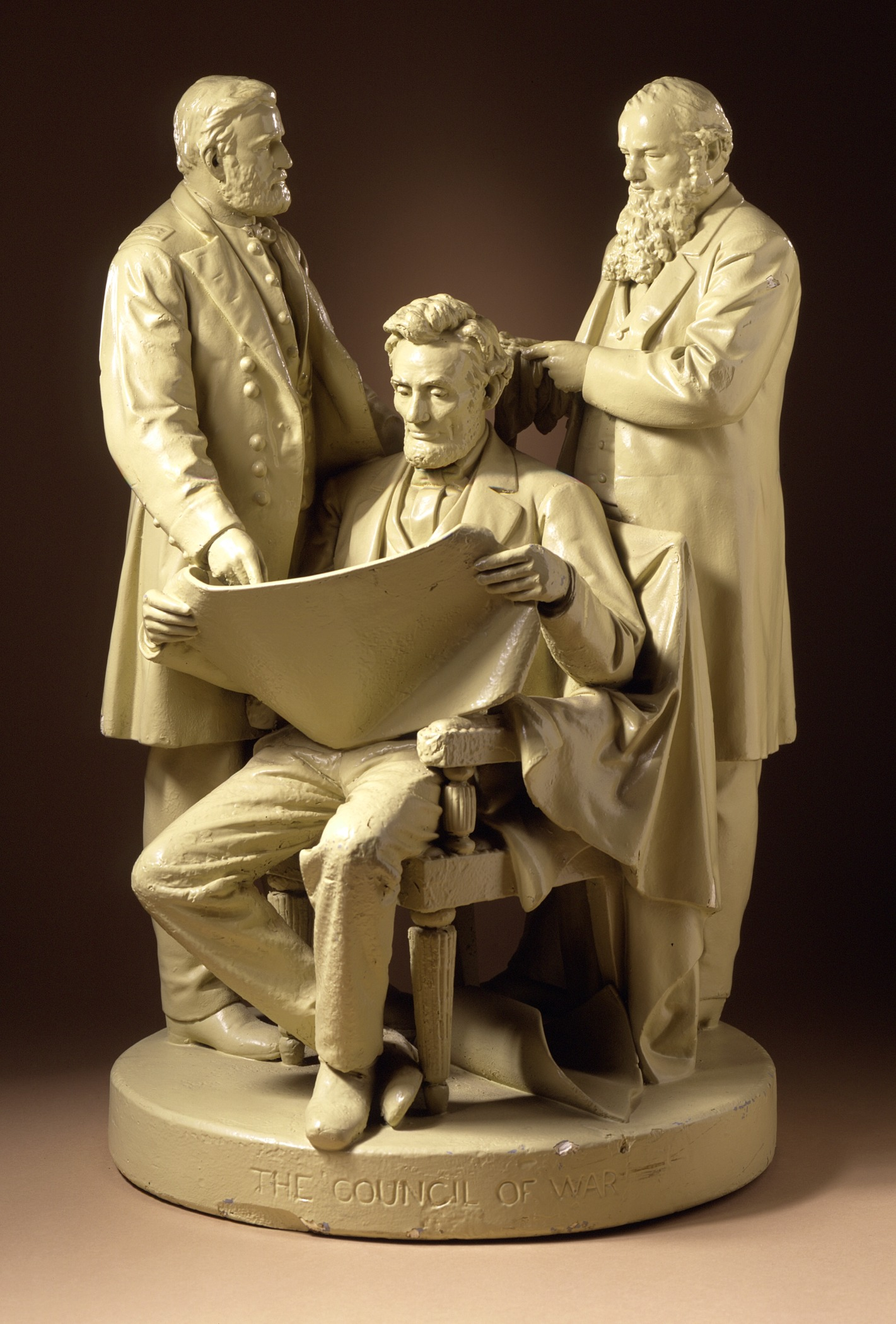
The Council of War (1868), Skulptur von Rogers im Los Angeles County Museum of Art

John Rogers (* 3. Oktober 1829 in Salem, Massachusetts; † 27. Juli 1904 New Haven, Connecticut) war ein US-amerikanischer Künstler und Bildhauer.
John Rogers ist bekannt für seine Gipsfiguren aus der Zeit des Amerikanischen Bürgerkrieges. Er hielt sich von 1858 bis 1859 in Rom und Paris auf. Seine Arbeiten waren meist in Gruppen arrangiert, womit Rogers möglichst realistische Abbilder seiner Zeit zu erzeugen versuchte.
1863 wurde John Rogers in New York zum Mitglied (NA) der National Academy of Design gewählt.